# Tugdual Derville
Tugdual Derville (Saint-Maixent-l'École (Deux-Sèvres), 27 de janeiro de 1962), é uma figura católica francesa no mundo associativo conhecido por seu compromisso com o "movimento pró-vida" (contra a eutanásia, contra o aborto) e contra todos os tipos de direitos que os casais homossexuais PACS, casamento e adoção, possam desfrutar.
A partir da década de 1980, dedicou-se ao acolhimento de crianças com deficiência e em 1986 fundou a associação À bras Ouverts. Na década de 1990, tornou-se delegado geral da associação pró-vida Alliance VITA. Em 2013, ele foi um dos porta-vozes de La Manif pour tous, depois cofundou o “Courant pour une Écologie Humaine” seguindo-o. Nesse contexto militante, é ensaísta e conferencista.
Em 1994, ingressou na Alliance for the Rights of Life, associação fundada por Christine Boutin. Esta associação torna-se a Alliance VITA, um dos principais movimentos pró-vida. É seu delegado geral e, como tal, fala regularmente na mídia sobre questões bioéticas. ·  ·  ·  · 